# Poraj (Wappengemeinschaft)

Wappen der Poraj

Poraj bezeichnet ein polnisches Wappen, welches von verschiedenen Familien des polnischen Adels (Szlachta) in der Zeit des Königreichs Polen verwendet wurde.
Alternative Namen: Rosa, Rosa Alba, Róża, Różyc, Stoice, Una Rosa
Wappengemeinschaft bezeichnet eine Organisationsform des polnischen Adels. Mehrere Familien wurden unter einem Wappen vereint, eine Familie konnte durchaus auch mehreren Wappengemeinschaften angehören.

## Namhafte Persönlichkeiten
- Wincenty Kadłubek (1150–1222)
- Bogufał II (1242–1253)
- Piotr Rusiecki (1596–1611)
- Michał Litwicki (1796–1856)
- Adam Bernard Mickiewicz (1798–1855)

## Blasonierung
Das Wappen Poraj zeigt in Rot eine silberne Rose. Auf dem Helm mit rot-silbernen Decken die Rose.

## Familien
Die Liste der Familien Tadeusz Gajl
Alantowicz, Ambroziewicz, Antoszewski, Badowski, Biernacki, Biligin, Bilimin, Boguchwal, Boryszowski, Brzezinski, Buczenski, Budzinski, Bukowski, Buzenski, Chlebowski, Chmielicki, Chodcza, Chometowski, Chomicz, Chominski, Chotecki, Chrzanowski, Czaslawski, Czeslawski, Dąb (Czelechy, Dub, Ehler, Żelechy), Debnicki, Dobrosolowski, Dobrzelewski, Dworzyszowski, Egierzdorf, Gadamowicz, Garkowski, Garlinski, Garmuchowski, Garnisz, Garnkowski, Cazuba, Gedrojc, Gidzielski, Gidzinski, Gluch, Gniewiecki, Cioczalkowski, Golemowski, Golembowski, Gorecki, Gorski, Gorynski, Gorzynski, Grochowicki, Grodecki, Gruszczynski, Grzybowski, Halicki, Hollak, Izbienski, Izkrzycki, Jaktorowski, Jakubowski, Jamiolkowski, Jankowski, Jaroszkowski, Jasienski, Jelec, Jemiolowski, Jezowski, Juracha, Kadlubek, Kalski, Kandzierzawski, Karszewski, Kaszlinski, Kaszowski, Kaszuba, Katerla, Kesowski, Kielpsz, Kobielski, Kodrebski, Konarzewski, Kopec, Koszczyc, Koszyc, Kozlorog, Kozlowski, Kozminski, Krepski, Krolikowski, Krzepicki, Kuczewski, Kunczewicz, Kuniewicz, Kurozwecki, Kurzewski, Latkowski, Lipinski, Lipnicki, Lissowski, Litwicki, Lodorowski, Lubanski, Lubelczyk, Lagiewnicki, Latkowski, Lyskowski, Mackiewicz, Madejski, Makowski, Malina, Maldrzyk, Malynski, Marszewski, Mecinski, Michalowski, Mickiewicz, Mieciecki, Mierucki, Mikorski, Mniszek, Mojaczewski, Mokrski, Naborowski, Niechmirowski, Nieciecki, Niemsta, Niesiecki, Niesiolowski, Nowicki, Olsztyinski, Paczorek, Paluski, Paluszycki, Piorunowski, Pisienski, Plaskowicki, Podleski, Poleski, Poraj, Porajowski, Potocki, Prazowski, Przedborowski, Przylupski, Pstrokonski, Pulawski, Raczkowski, Radosz, Radzinski, Roginicki, Rosen, Rozanski, Rozecki, Rozycki, Ruczowski, Rudnicki, Rusiecki, Ruzycki, Samproch, Sielecki, Siestrzewitowski, Skotnicki, Skwyroszewski, Sobiekurski, Sobiesierski, Sokolowski, Solnica, Solski, Sognicki, Strzalkowski, Suchecki, Suchocki, Sulinski, Swierzynski, Swinarski, Swiezynski, Szadlinski, Szatkowski, Szadkowski, Szczerbiez, Szewczycki, Trebnic, Tryniszewski, Trzebinski, Tyniecki, Wegierski, Weiss, Werner, Wielewiejski, Wienskowski, Wieszczyciorowski, Wilczek, Wilczynski, Wilkowski, Witkowski, Wodzinowski, Wodzynski, Wybranowski, Wydrychiewicz, Zakrzenski, Zakszynski, Zalinski, Zamojski, Zawadynski, Zawisza, Zblotnicki, Zbrozek, Zdzarowski, Zdzenicki, Zlobnicki, Zlotnicki, Zoledziowski, Zyrnicki